# آ-ها
آ-ها (به نروژی: A-ha) یک گروه پرآوازهٔ پاپ راک آلترناتیو نروژی شامل سه نفر است. خوانندهٔ گروه مورتن هارکت نام دارد و متولد ۱۹۵۹ است. کیبوردیست آن ماگنه فوروهولمن و گیتاریستش پل وکتار-ساووی هستند. البته هر سهٔ آنها به تواتر از سازهای مختلف، چه در اجراها و چه در ضبط موسیقی، استفاده کرده‌اند. «مرا دریاب» از ترانه‌های شاخص این گروه است.
این گروه فعالیت خود را از سال ۱۹۸۲ آغاز کرد. ابتدا پل و ماگنه، که در دبیرستان هم‌کلاس بودند، با دو نفر دیگر گروهی به نام «بریجز» در سال ۱۹۸۱ تشکیل دادند که با ارائهٔ یک آلبوم به کار خود پایان دادند و پس از آن، آن دو در جستجوی یک وکالیست خوب برای تشکیل یک گروه بودند که در یک مراسم، اجرای مورتن را که در گروهی به نام سولجر بلو فعالیت داشت، مشاهده کردند. آنان در انتها به او پیشنهاد همکاری دادند و مورتن، پس از یک روز فرصتِ فکر کردن، به آنها جواب مثبت داد و این آغاز همکاری این سه نفر و شروعی برای گروه آ-ها بود.
1. ↑  «A-ha to break up after 25 years» (به انگلیسی). ۲۰۰۹-۱۰-۱۵. دریافت‌شده در ۲۰۲۳-۰۵-۱۱.